# Zephyr Surgical Implants
Zephyr Surgical Imlants (ZSI) é uma manufatura de implantes médicos Suíça, que produz e distribui esfíncteres urinários artificiais e implantes penianos no mundo todo. Os implantes da ZSI são usados no tratamento de incontinência urinária de esforço, disfunção erétil, aumento peniano, doença de Peyronie e faloplastia.

## História
A ZSI foi fundada pelo Dr. Christophe Llorens e Raphael Llorens em 2005. O primeiro produto, O primeiro produto, o esfíncter urinário artificial ZSI 375, foi apresentado ao público em 2009. Até 2019, mais de 4500 unidades do ZSI 375 foram implantados pelo Mundo.  Os implantes penianos infláveis desenvolvidos para faloplastia e cirurgias de mudança de sexo foram disponibilizados ao mercado Europeu em março de 2016, e os primeiros procedimentos utilizando o ZSI 475 foram realizados em junho de 2016.

## Estudos clínicos
Muitos estudos clínicos tem sido realizados com o esfíncter urinário artificial ZSI 375 no tratamento de incontinência de estresse moderada e severa, a maioria deles são testes retrospectivos e não-randomizados. As taxas de sucesso em uma continencia total ou social variam, num período de 6 a 24 meses entre 68-89%. Em um estudo prospectivo, por Ostrowski e outros,, as taxas de continência social e continência melhorada foram de 59 e 31%, respectivamente, após um período de 12 meses. As taxas de sucesso atingiram 91% e  79% em um período de acompanhamento de 12 a 2 meses, respectivamente. Outro estudo prospectivo conduzido entre 16 homens demonstraram uma taxa de sucesso de 75% (continência completa ou social).